# Sinh lý thận

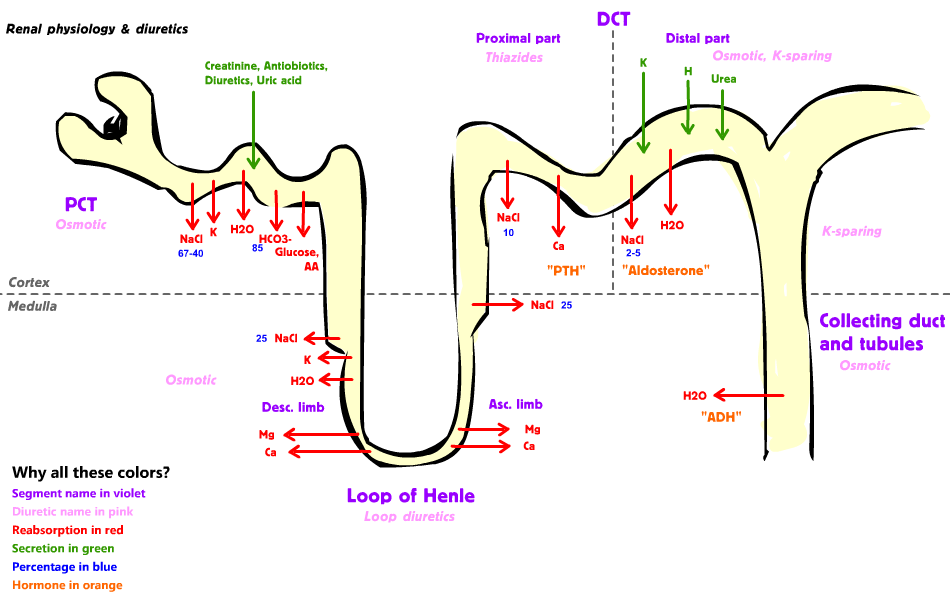
Hình minh họa này cho thấy sinh lý thận bình thường. Nó cũng bao gồm các minh họa cho thấy một số loại thuốc lợi tiểu hoạt động, và những gì chúng làm.

Sinh lý thận là việc nghiên cứu về sinh lý của thận. Điều này bao gồm tất cả các chức năng của thận, bao gồm duy trì cân bằng axit-base; điều hòa cân bằng chất lỏng; điều hòa natri, kali và các chất điện giải khác; giải phóng độc tố; hấp thụ glucose, amino acid và các phân tử nhỏ khác; điều hòa huyết áp; sản xuất các loại hormone khác nhau, chẳng hạn như erythropoietin; và kích hoạt vitamin D.
Phần lớn sinh lý thận được nghiên cứu ở cấp độ của nephron, đơn vị chức năng nhỏ nhất của thận. Mỗi ống sinh niệu bắt đầu với một lọc thành phần lọc máu vào thận. Dịch lọc này sau đó chảy dọc theo chiều dài của nephron, đó là cấu trúc hình ống được lót bởi một lớp tế bào chuyên biệt và được bao quanh bởi các mao mạch. Các chức năng chính của các tế bào lót này là tái hấp thu nước và các phân tử nhỏ từ dịch lọc vào máu và bài tiết chất thải từ máu vào nước tiểu.
Chức năng thích hợp của thận đòi hỏi nó phải nhận và lọc máu đầy đủ. Điều này được thực hiện ở cấp độ vi mô bởi hàng trăm ngàn đơn vị lọc được gọi là tiểu thể thận, mỗi đơn vị bao gồm một cầu thận và viên nang Bowman. Một đánh giá toàn cầu về chức năng thận thường được xác định bằng cách ước tính tốc độ lọc, được gọi là mức lọc cầu thận (GFR).

## Chức năng của thận
Các chức năng của thận có thể được chia thành ba nhóm: bài tiết hormone, tân tạo glucose và cân bằng nội bào ngoại bào của pH và các thành phần máu. Nephron là đơn vị chức năng của thận.

### Tiết hormone
- Tiết erythropoietin, điều hòa sản xuất hồng cầu trong tủy xương.
- Tiết ra renin, một phần quan trọng của hệ thống aldosterone anginensinin của renin.
- Tiết ra dạng hoạt động của vitamin D (calcitriol) và prostaglandin.

### Tân tạo glucose
Thận ở người có khả năng sản xuất glucose từ lactate, glycerol và glutamine. Thận chịu trách nhiệm cho khoảng một nửa tổng số gluconeogenesis ở người nhịn ăn. Sự điều hòa sản xuất glucose ở thận đạt được nhờ tác dụng của insulin, catecholamine và các kích thích tố khác. Tân tạo glucose ở thận diễn ra ở vỏ thận. Tủy thận không có khả năng sản xuất glucose do không có các enzyme cần thiết.